# Château du Mas de l'Age
Le château du Mas de l'Age est un château situé à Couzeix, en France.

## Localisation
Le château est situé dans le département français de la Haute-Vienne, sur la commune de Couzeix, au lieu-dit du Mas de l'Age.

## Historique
Ancien château féodal avec douves et étangs, le Mas de l'Age est connu par les textes dès 1407. L'édifice se compose d'un corps de logis principal des 15e et 16e siècles, avec tour d'escalier hors œuvre sur cour.
L'édifice est partiellement inscrit au titre des monuments historiques le 18 février 1975.